# Вісімдесятники: Антологія нової української поезії
Вісімдесятники: Антологія нової української поезії — антологія творів українських поетів 80-х років XX століття.

## Короткий опис
Антологія впорядкована українським поетом Ігорем Римаруком і видана в Едмонтоні в 1990 році.
До антології увійшли твори таких українських поетів:
- Юрій Андрухович
- Наталка Білоцерківець
- Юрій Буряк
- Станіслав Вишенський
- Микола Воробйов
- Петро Галич
- Василь Герасим'юк
- Павло Гірник
- Василь Голобородько
- Олександр Гриценко
- Ярослав Довган
- Оксана Забужко
- Олександр Ірванець
- Анатолій Кичинський
- Віктор Кордун
- Світлана Короненко
- Олег Лишега
- Ігор Маленький
- Іван Малкович
- Тарас Мельничук
- Ірина Мироненко
- Петро Мідянка
- Віктор Могильний
- Аттила Могильний
- Костянтин Москалець
- Володимир Назаренко
- Віктор Неборак
- Володимир Олейко
- Василь Осадчий
- Оксана Пахльовська
- Ігор Римарук
- Василь Рубан
- Микола Рябчук
- Михайло Саченко
- Василь Старун
- Микола Тимчак
- Тарас Федюк
- Володимир Цибулько
- Станіслав Чернілевський
- Григорій Чубай

До антології також увійшли твори львівських «підпільних сімдесятників» та представників Київської школи поезії.
Антологія посприяла створенню своєрідного канону письменників, приналежних до покоління «вісімдесятників»